# Hiromichi Kozaki
Hiromichi Kozaki (小崎 弘道 Kozaki Hiromichi?, 17 de mayo de 1856—26 de febrero de 1938) fue un ministro cristiano japonés. Kozaki era uno de los llamados «Tres Ancianos» de Iglesia Kumiai junto con Tsuneteru Miyagawa y Danjo Ebina. Fue el segundo presidente de la Universidad Dōshisha.

## Inicios
Kozaki nació en lo que hoy es Kumamoto el 17 de mayo de 1856. Era el segundo hijo en una familia samurái. Comenzó sus estudios en el Jishūkan, y a continuación ingresó a la Escuela Occidental de Kumamoto en 1871. Fue un firme opositor al cristianismo cuando entró a la escuela y se aferró al confucianismo. Sin embargo, en 1876, fue bautizado por Leroy Lansing Janes y se unió a la Banda Kumamoto, pero mantuvo sus creencias confucianistas. En ese año cerró la Escuela Occidental de Kumamoto, por lo que tuvo que transferirse a la Escuela de Inglés Dōshisha, en donde conoció a Joseph Hardy Neesima. Se graduó en junio de 1879 y fue a la provincia de Hyūga a realizar trabajo misionero con Neesima.

## Carrera
En octubre de 1879, Kozaki fue a Tokio y fundó una iglesia. En marzo de 1880, se convirtió en el primer presidente de la Asociación Cristiana de Jóvenes de Japón. Ese mismo año comenzó a publicar la Revista Rokugo (Rokugo Zasshi), y en 1883 comenzó a publicar el Periódico Cristiano (Kirisuto-kyo Shinbun). En 1886 publicó su primer trabajo importante, el Seikyo Shinron, en el que criticaba al confucianismo y decía que el cristianismo debería ser la religión principal de Japón. También fundó dos nuevas iglesias durante ese año, las iglesias de Reinanzaka y Bancho.
En 1881, Kozaki se casó con la sobrina nieta de Sen Tsuda, Chiyo Imamura. En 1888, el matrimonio tuvo un hijo llamado Michio Kozaki.
En 1892, Kozaki se convirtió en el presidente de la Universidad Dōshisha y de la organización matriz Dōshisha, que comprende todas las instituciones educativas Dōshisha, desde el preescolar hasta la universidad. En 1893, representó a los cristianos japoneses en el Parlamento Mundial de Religiones en Chicago. Mientras estaba en Estados Unidos estudió teología en la Universidad Yale durante ocho meses. Cuando regresó a Japón, se encontró con una tensión creciente entre Dōshisha y la Junta Americana de Comisionados para las Misiones Extranjeras, que culminó con la terminación de su asociación con Dōshisha en 1896. Kozaki se hizo responsable de la conmoción causada a la escuela y renunció. Tokio Yokoi se convirtió en el próximo presidente.
Kozaki regresó a sus iglesias en Tokio, en donde siguió escribiendo, predicando y dirigiendo misiones en el extranjero. Falleció en Chigasaki, Kanagawa el 26 de febrero de 1938.

## Lectura adicional
- Moore, George Eagleton (1966). Kozaki Hiromichi and the Kumamoto Band: A Study in Samurai Reaction to the West. Universidad de California.